# Polnische Faustballnationalmannschaft der Männer
Die polnische Faustballnationalmannschaft ist die von den Trainern getroffene Auswahl polnischer Faustballspieler. Sie repräsentieren ihr Land auf internationaler Ebene bei Veranstaltungen der European Fistball Association und der International Fistball Association.

## Internationale Erfolge
2016 in Österreich nahm die Männernationalmannschaft aus Polen zum ersten Mal an einer Europameisterschaft teil. 2019 wird die polnische Faustballnationalmannschaft der Männer zum ersten Mal an einer Weltmeisterschaft teilnehmen.

### Weltmeisterschaften
| - 2019 in der Schweiz: 14. Platz (von 18) |

### Europameisterschaften
| - 2016 in Österreich: 7. Platz (von 8) - 2018 in Deutschland: 6. Platz (von 10) |

## Team

### Aktueller Kader
Kader bei der Faustball-EM 2016 in Österreich:
| Nr.            | Name                 | Größe   | LS      |         |         |         |         |
| Angriff        | Angriff              | Angriff | Angriff | Angriff | Angriff | Angriff | Angriff |
| -------------- | -------------------- | ------- | ------- | ------- | ------- | ------- | ------- |
| 2              | Jakub Madej          | 1,82    | 0       |         |         |         |         |
| 3              | Robert Szczerbaniuk  | 1,99    | 0       |         |         |         |         |
| 4              | Dawid Wasala         | 1,90    | 0       |         |         |         |         |
| 9              | Tomek Dynkowski      | 2,02    | 0       |         |         |         |         |
| 10             | Christoph Lechthaler | 2,00    | 0       |         |         |         |         |
| Abwehr/Zuspiel |                      |         |         |         |         |         |         |
| 1              | Maciej Madej         | 1,90    | 0       |         |         |         |         |
| 5              | Leszek Wrobel        | 1,85    | 0       |         |         |         |         |
| 7              | Michal Peciakowski   | 1,96    | 0       |         |         |         |         |

### Trainer
| Name            | Funktion        |
| --------------- | --------------- |
| Karl Rick       | Nationaltrainer |
| Markus Voglmair | Teammanager     |

## Länderspiele
Aufgelistet sind alle Spiele, die die Faustballnationalmannschaft Polens in seiner bisherigen Zeit bestritt. Am 28. August 2016 gewann Polen gegen Spanien sein erstes Länderspiel überhaupt.
| Datum         | Ergebnis | Gegner      | Austragungsort  | Anlass                             | Bemerkungen      |
| ------------- | -------- | ----------- | --------------- | ---------------------------------- | ---------------- |
| 26. Aug. 2016 | 0:2      | Tschechien  | Grieskirchen    | Faustball-Europameisterschaft 2016 |                  |
| 26. Aug. 2016 | 0:2      | Serbien     | Grieskirchen    | Faustball-Europameisterschaft 2016 |                  |
| 26. Aug. 2016 | 0:2      | Spanien     | Grieskirchen    | Faustball-Europameisterschaft 2016 |                  |
| 27. Aug. 2016 | 0:3      | Deutschland | Grieskirchen    | Faustball-Europameisterschaft 2016 |                  |
| 27. Aug. 2016 | 1:3      | Tschechien  | Grieskirchen    | Faustball-Europameisterschaft 2016 |                  |
| 28. Aug. 2016 | 3:1      | Spanien     | Grieskirchen    | Faustball-Europameisterschaft 2016 | Spiel um Platz 7 |
| 15. Juli 2017 | 0:3      | Serbien     | Grieskirchen    | Testländerspiel                    |                  |
| 24. Aug. 2018 | 2:0      | Belgien     | Adelmannsfelden | Faustball-Europameisterschaft 2018 |                  |
| 24. Aug. 2018 | 2:1      | Tschechien  | Adelmannsfelden | Faustball-Europameisterschaft 2018 |                  |
| 24. Aug. 2018 | 2:1      | Dänemark    | Adelmannsfelden | Faustball-Europameisterschaft 2018 |                  |
| 25. Aug. 2018 | 2:0      | Niederlande | Adelmannsfelden | Faustball-Europameisterschaft 2018 |                  |
| 25. Aug. 2018 | 2:0      | Serbien     | Adelmannsfelden | Faustball-Europameisterschaft 2018 |                  |
| 25. Aug. 2018 | 0:3      | Italien     | Adelmannsfelden | Faustball-Europameisterschaft 2018 |                  |
| 25. Aug. 2018 | 3:1      | Serbien     | Adelmannsfelden | Faustball-Europameisterschaft 2018 |                  |
| 26. Aug. 2018 | 0:3      | Tschechien  | Adelmannsfelden | Faustball-Europameisterschaft 2018 | Spiel um Platz 5 |